# Gave (curso de agua)

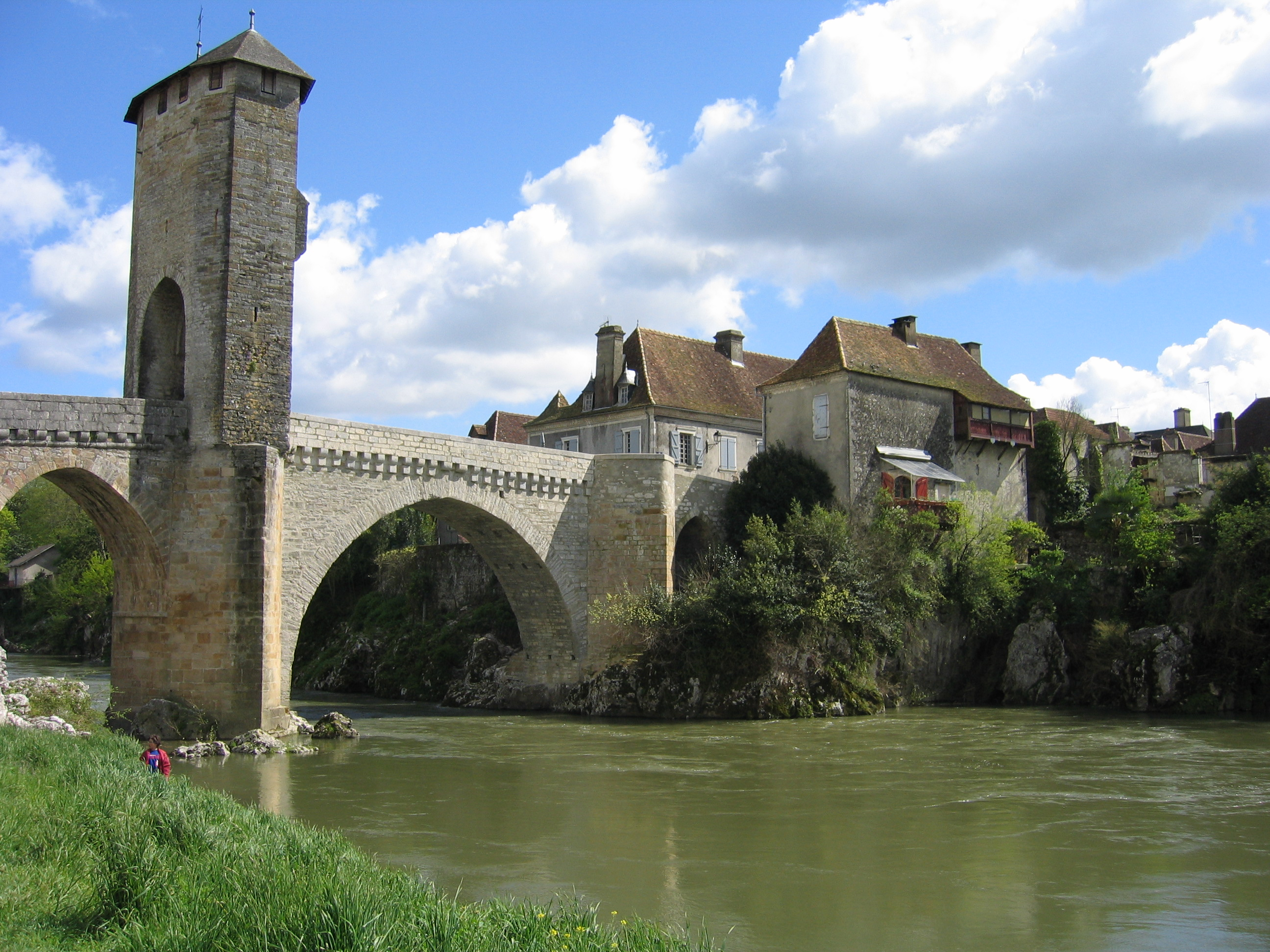
El río Gave de Pau cuando pasa por debajo del puente de Orthez

Gave (del gascón gabe) es el nombre genérico que se da a un curso de agua, grande o pequeño, en la región histórica de Bearne o en la Bigorra, en el territorio de los Pirineos Atlánticos, los Altos Pirineos y en Chalosse. El gave de Pau (también llamado Gran gave) es el más conocido y el principal afluente del río Adur. Otro gave importante es el Gave d'Oloron.

## Etimología
El nombre gave, que proviene del vasco kabarra o gabarra según el DLE, está presente en los escritos de Théodule (siglos VIII-IX), que puede coincidir con un radical precelta gaba que significa posiblemente 'río encajado' y que se encuentra en la palabra Gévaudan del condado del mismo nombre y en otros topónimos del sur de Francia y de Gascuña. El hidrónimo gave se utiliza como un nombre común y con gran vitalidad, incluso invade otros hidrónimos, ya que muchos cursos de agua pierden su nombre original para convertirse en el gave de. Tras el nombre común gave, aparece el topónimo que hace referencia y singulariza a la localidad.
La Enciclopedia de Diderot y de Alembert da la siguiente definición: Gave, (Le) Géog. ce nom est commun à plusieurs rivières de Béarn, qui toutes ont leurs sources dans les Pyrénées, aux confins de l'Aragón: telles quet son le gave d'Aspe, le gave d'Ossau, le gave d'Oloron, le gave de Pau. La rapidité de ces gaves est cause qu'ils ne portent point de bateaux; mais ils sont très poissonneux. ("Gave, (Le) Geog. este nombre es común en muchos ríos de Bearne, que tienen su nacimiento en los Pirineos, en los confines de Aragón, como el gave de Aspe, el gave de Ossau, el gave de Oloron, el gave de Pau. La rapidez de las aguas de estos gaves es causa de que no naveguen barcos, pues son muy peligrosos").

## Destacado
Cuando dos gaves se unen, forman un tercer gave, es decir, que no conserva el nombre de ninguno de los dos anteriores, sino que adquiere un nombre nuevo, como por ejemplo el gave de Aussau y el gave de Aspa dan el gave de Auloron; y el gave de Gavarnia y de Bastan, dan el gave de Pau.